# ドクター・フー
『ドクター・フー』（Doctor Who）は、1963年からイギリスBBCで放映されている世界最長のSFテレビドラマシリーズである。

## 概要
基本的なストーリーとして一貫しているのは、主人公のドクターと呼ばれる異星人が地球人の仲間とともに時空を自由に行き来して、旅をする道中で遭遇する、地球や他の惑星で起こる理不尽な外敵侵略やタイムパラドックスなどを防ぐために奔走するという冒険物語である。「ドクター」とは仮の名前で、本名は明かされていない（エピソードによっては、本名は地球語では発音できない、という趣旨の説明がされることもある）。その背景はエピソードを重ねていくうちに徐々に明かされてゆく。
1989年に一度終了したあと、1996年に単発の特別版を経て、2005年に新シリーズがスタートし、現在も放送されている。当初は子供向けの夏休み特別番組として始まったが、シリーズ長期化に伴ってその人気は不動のものとなり、イギリスのポップカルチャーに多大な影響を与えた番組となった。ロン・グレイナー作曲によるオープニングテーマは放送開始のBBC Radiophonic Workshop制作バージョン以来、いくつかの別バージョンを経ながらも、一貫して同じ曲が使われている。
愛好家には「フーヴィアン」という名称がある。

## あらすじ

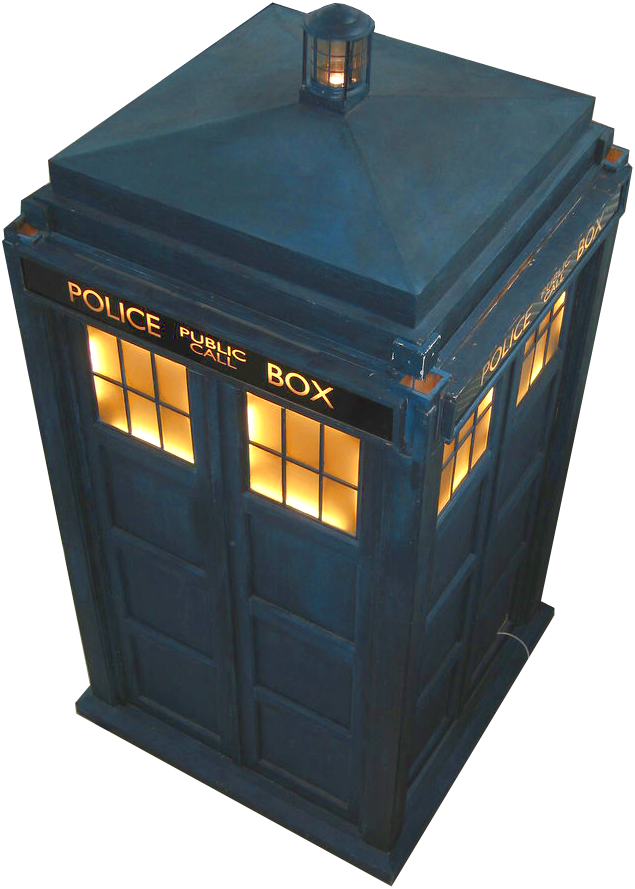
ターディス

ドクターはもともとギャリフレイという惑星に暮らすタイムロードという種族だった。タイムロードは外見は人間と同じだが、心臓を2個持ち、体が重度の損傷を受けた場合は少なくとも12回まで別の体に再生 (Regeneration) できる能力を持つ非常に長命な種である。また彼らはターディス（Time And Relative Dimension In Space の略）というタイムマシンにより、宇宙のあらゆる場所、時代に行けるほど高度な文明力を持つ。ただし、自分たちの高い技術を他種族に知られることを恐れて基本的には宇宙で起こる事件に関しては不干渉主義を貫いていた。ドクターはそうした官僚主義的な状態に反発して、修理中のターディスを盗み出して出奔し、数々の冒険を重ねていくことになる。

## 旧シリーズ（1963年 - 1989年）

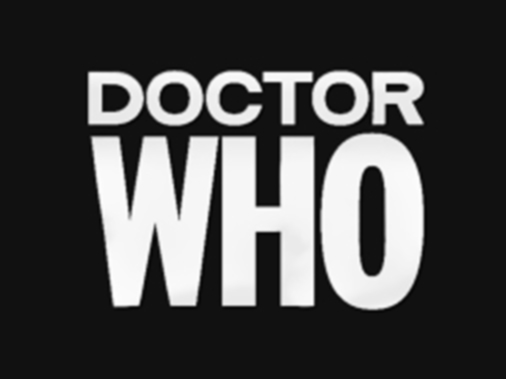
番組開始時より1967年まで使用されたタイトルロゴ。

1963年11月23日から放送開始。1989年12月6日の放送をもって26年間続いたシリーズの幕を下ろした。1話25分であるが、1985年のシーズン22のみ1話45分。

## テレビ映画（1996年）
ユニバーサルTVとBBCワールドワイドと20世紀フォックステレビジョンによって制作された。アメリカSF・ファンタジー・ホラー映画アカデミーによる土星賞(Saturn Award) の1996年度最優秀テレビ映画賞 (BEST SINGLE TELEVISION PRESENTATION) を受賞した。制作された当初はシリーズ化が計画されていたが、実現しなかった。日本では字幕版VHSが販売されている。

## 新シリーズ（2005年 - ）
連続ドラマとしては16年ぶりとなる。製作はBBCウェールズ。9代目ドクターからのスタートとなり、宇宙を揺るがす大戦争タイム・ウォーによりタイムロードがダーレクとの相打ちで絶滅したと判明する。
2005年から放送、1話約45分。13話を1シーズンとして1年間に1シーズンずつ放送し2008年まで続いたが、10代目ドクターが11代目へと交代するにあたりスタッフを一新、全面リニューアルすることとなった。新たな幕開けとなるシーズン5へ向けての充電期間として、2009年は4本のスペシャルのみが放送された。また、2009年のイースター・スペシャル『死の惑星』より全編HDTV(1080i)方式による放送が開始された。
2010年のシーズン5からはラッセル・T・デイヴィスに代わってスティーヴン・モファットが制作総指揮を担い、11代目ドクターと12代目ドクターの時期を担当した。
2018年のシーズン11からは13代目ドクターのシリーズとなり、クリス・チブナルを製作総指揮にして再びスタッフが一新された。
2023年からは、ラッセル・T・デイヴィスが60周年記念スペシャルより製作総指揮に復帰し、バッド・ウルフ・プロダクション製作の元、製作を担う。それに加え、イギリスとアイルランド国外ではDisney+による独占配信が発表された。

### スタッフ

#### 2005年 - 2009年
- プロデューサー - フィル・コリンソン

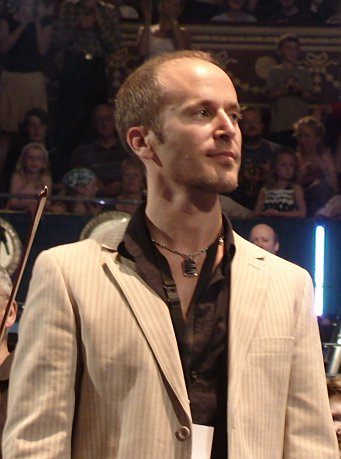
マレイ・ゴールド

- 製作総指揮 - ジュリー・ガードナー、ラッセル・T・デイヴィス ほか
- 脚本 - ラッセル・T・デイヴィス、テリー・ネイション、スティーヴン・モファット ほか
- 演出 - ユーロス・リン、ジェームズ・ハウズ、ジェームズ・ストロング ほか
- プロダクション・デザイン - エドワード・トーマス
- 視覚効果製作 - ザ・ミル
- テーマ作曲 - ロン・グレイナー
- 音楽 - マレイ・ゴールド
- 指揮・編曲 - ベン・フォスター
- 演奏 - BBCウェールズ交響楽団

#### 2010年 - 2017年

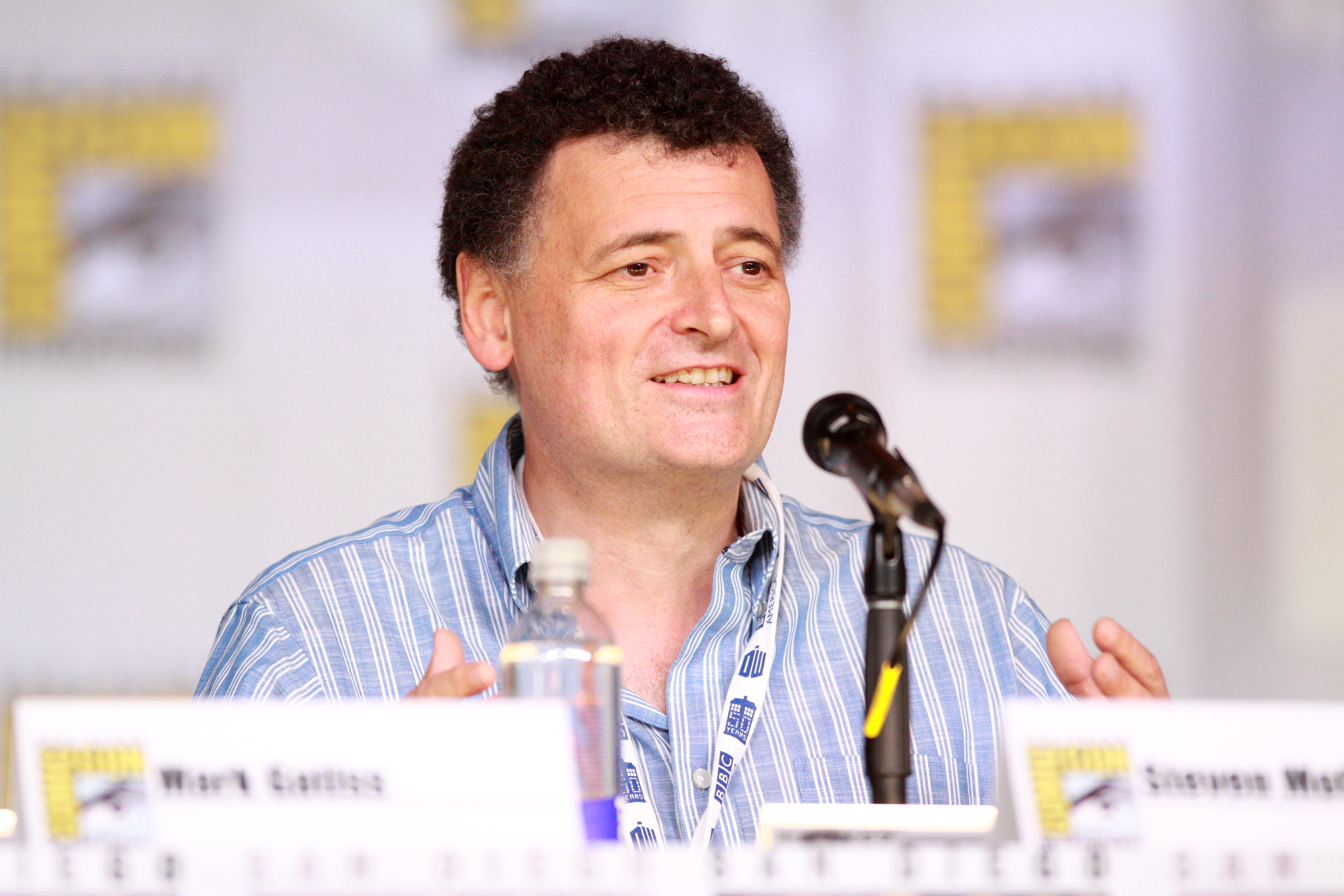
スティーヴン・モファット

- プロデューサー - ピーター・ベネット、マーカス・ウィルソン ほか
- 製作総指揮 - スティーヴン・モファット、ピアース・ウェンガー、ベス・ウィリーズ ほか
- 脚本 - スティーヴン・モファット マーク・ゲイティス、トビー・ウィトハウス ほか
- 演出 - アダム・スミス、ダグラス・マッキノン、レイチェル・タラレイ ほか
- プロダクション・デザイン - エドワード・トーマス(シリーズ5のみ)、マイケル・ピクウッド(シリーズ5 クリスマス・スペシャル以降)
- 視覚効果製作 - ザ・ミル
- テーマ作曲 - ロン・グレイナー
- 音楽 - マレイ・ゴールド
- 指揮・編曲 - ベン・フォスター
- 演奏 - BBCウェールズ交響楽団

#### 2018年 - 2022年
- プロデューサー - ニッキー・ウィルソン、アレックス・マーサー
- 製作総指揮 - クリス・チブナル、マット・ストレイヴンス ほか
- 脚本 - クリス・チブナル、エド・ハイム、ヴィネイ・パテル ほか
- 演出 -ジェイミー・チルズ、ジェイミー・マグヌス・ストーン、リー・ヘブン・ジョーンズほか
- テーマ作曲 - ロン・グレイナー
- 音楽 - セガン・アキノラ

#### 2023年 -
- プロデューサー - フィル・コリンソン
- 製作総指揮 - ラッセル・T・デイヴィス、ジュリー・ガードナーほか
- 演出 - レイチェル・タラレイほか
- 脚本 - ラッセル・T・デイヴィス、ケイト・ヘロンほか
- テーマ曲 - ロン・グレイナー
- 音楽 - マレイ・ゴールド
- 制作会社 - バッド・ウルフ・プロダクション

### 受賞
BAFTA テレビ賞 (British Academy Television Awards)
- 2005年度・2006年度 - 最優秀ドラマシリーズ
- 2005年度 - パイオニア・オーディエンス賞
- 2006年度 - パイオニア賞

ヒューゴー賞
- 2005年度 - 最優秀映像作品賞 短編部門  (Best Dramatic Presentation, Short Form) 
  - 第9話「空っぽの少年」、第10話「ドクターは踊る」
- 2006年度 - 最優秀映像作品賞 短編部門
  - 第18話「暖炉の少女」
- 2007年度 - 最優秀映像作品賞 短編部門
  - シリーズ3第10話「ブリンク」
- 2009年度 - 最優秀映像作品賞 短編部門
  - 秋スペシャル「火星の水」
- 2010年度 - 最優秀映像作品賞 短編部門
  - シーズン5第12話「パンドリカが開く」 / 第13話「ビッグバン」

ナショナル・テレビジョン賞 (National Television Awards)
- 2005年度 - 最優秀男優賞
  - クリストファー・エクルストン
- 2005年度・2006年度 - 最優秀女優賞
  - ビリー・パイパー
- 2005年度〜2009年度 - 最優秀ドラマ賞
- 2006年度・2007年度 - 最優秀男優賞
  - デイヴィッド・テナント
- 2008年度・2009年度 - 最優秀ドラマ演技賞
  - デイヴィッド・テナント
- 2011年度 - 最優秀男優賞
  - マット・スミス
- 2011年度 - 最優秀女優賞
  - カレン・ギラン

TV Quick & TV Choice賞
- 2005年度 - 主演男優賞
  - クリストファー・エクルストン
- 2011年度 - 最優秀家族向けドラマ賞
- 2011年度 - 最優秀女優賞
  - カレン・ギラン

ブロードキャスト・マガジン賞（Broadcast）
- 2006年度 - 最優秀ドラマ賞

BBC TV モーメント賞
- 2005年度 - ゴールデンモーメント賞
  - 第10話「ドクターは踊る」

スクリーム賞
- 2011年度 - 最優秀SF男優賞
  - マット・スミス

SFX賞
- 2011年度 - 最優秀テレビ番組賞
- 2011年度 - 最優秀テレビ男優賞
  - マット・スミス
- 2011年度 - 最優秀テレビ女優賞
  - カレン・ギラン

## 登場人物

### ドクター
本作の主人公。惑星ガリフレイ出身のタイムロードであり、命が危機に瀕すると再生して記憶を引き継いだまま別の容姿・人格になるというタイムロードの性質ゆえ、様々な容姿・性別・年齢のドクターが存在する。タイムマシンターディスを盗んで旅に出ており、地球人など様々な人物をコンパニオンとして旅に連れ出す。

### コンパニオン

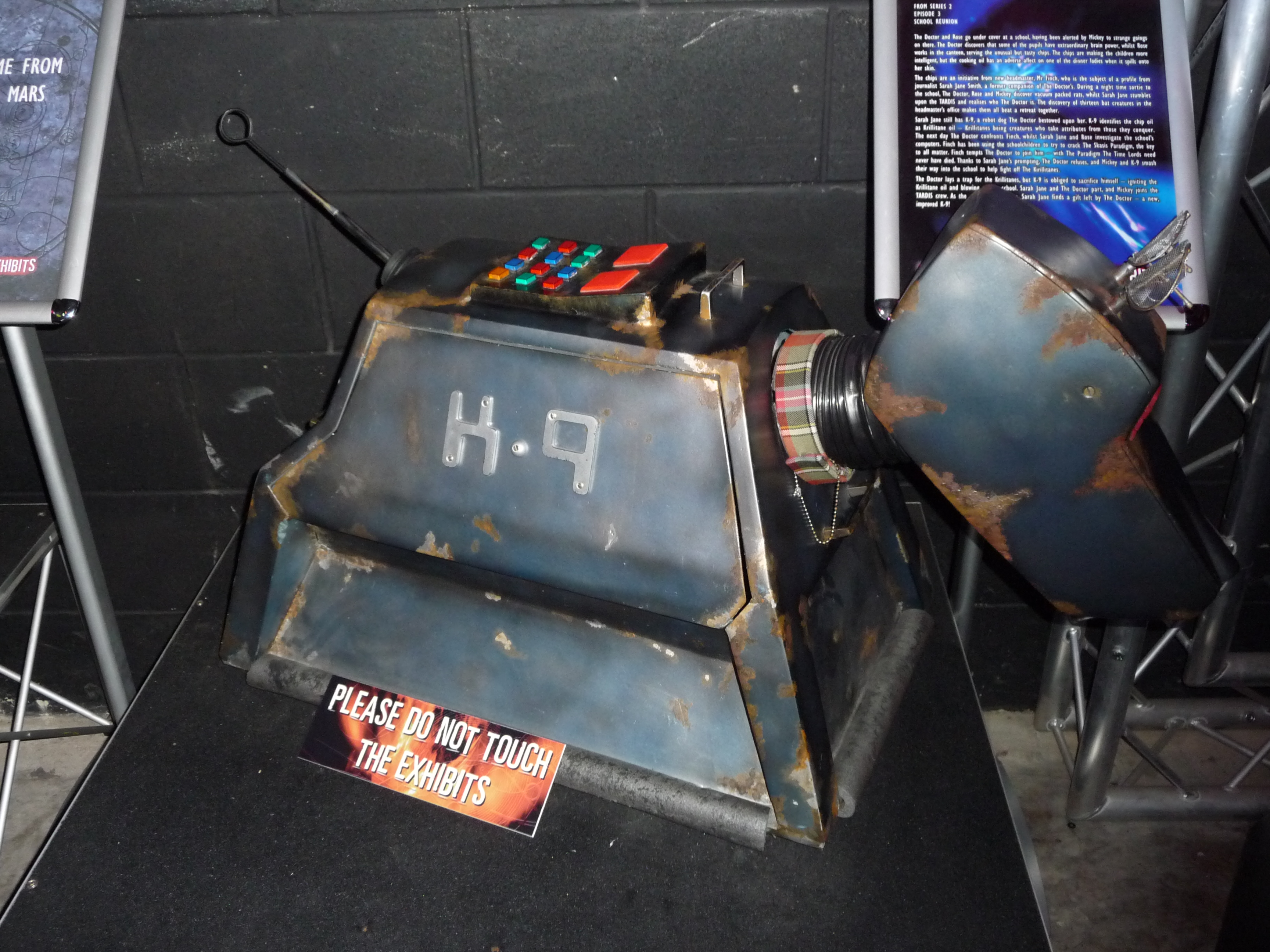
K-9

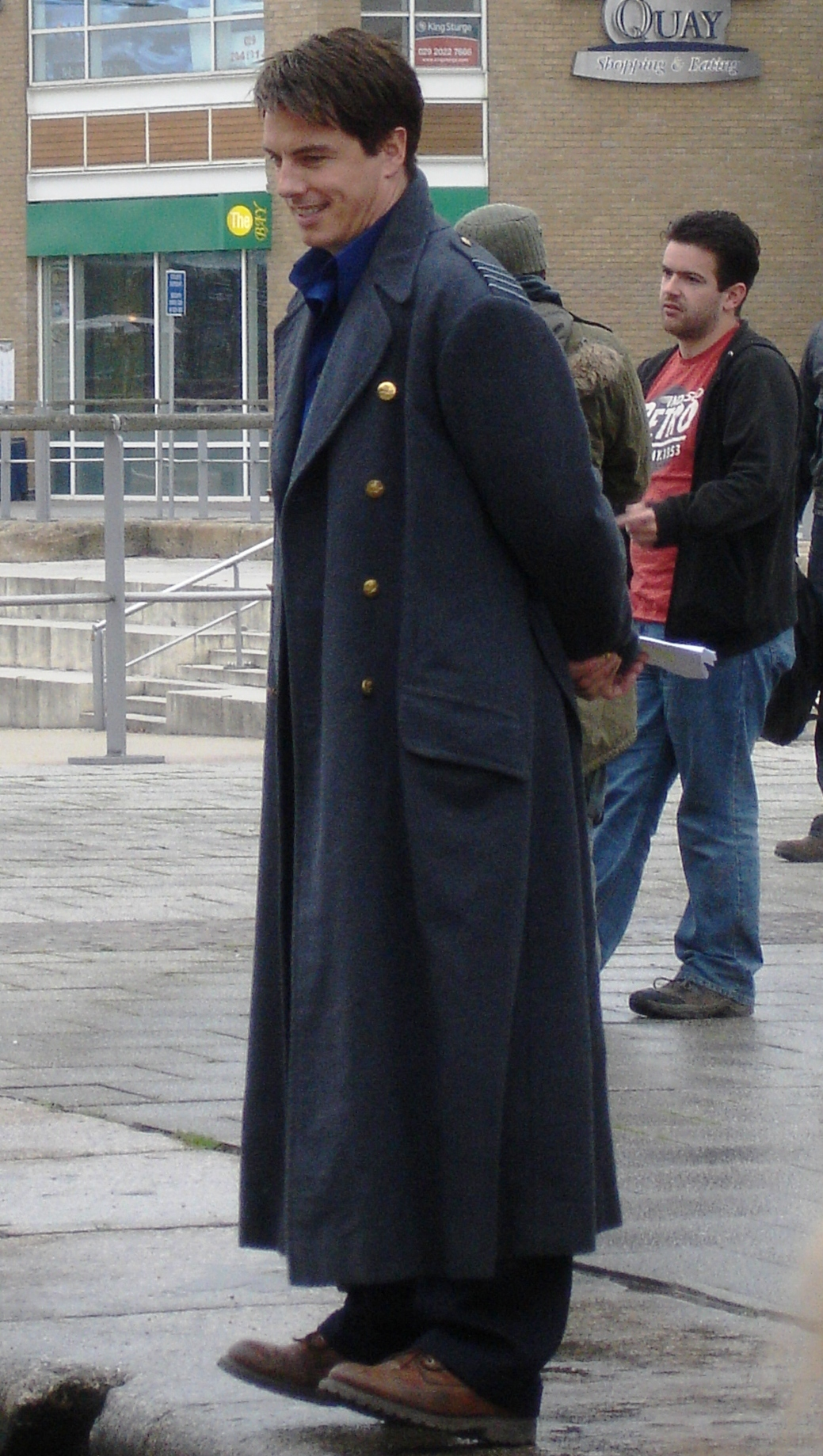
キャプテン・ジャック・ハークネス

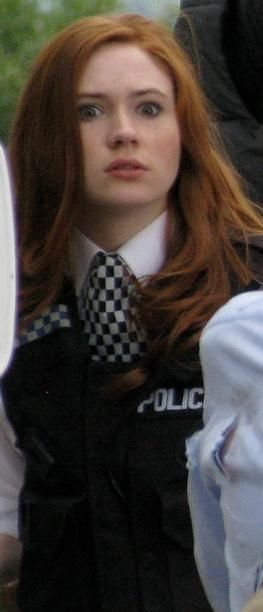
エイミー・ポンド

ドクターは、毎回1人から3人の仲間とともにターディスで旅し、様々な危機に対してともに立ち向かう。その仲間たちはコンパニオンと呼ばれている。若い女性であることが多い。地球人だけでなく、異星人やタイム・ロード (ロマーナ) であることもある。冒険ののち、彼らは様々な事情でターディスを降りることになるが、サラ・ジェーン・スミスのように時をおいてドクターと再び合流することもある。
サラ・ジェーン・スミス
演 - エリザベス・スレイデン / 日本語版 - 平野文
3代目、4代目、5代目ドクターのコンパニオンであった地球人の女性ジャーナリスト。30年ぶりにドクターと再会する。K-9をドクターから預けられるが、歴史を変えないためにその存在を隠し続けていた。
ドクターに恋をしていたことが作中でほのめかされており、ローズに対し半ば対抗意識を見せる。最終的に二人は「タイム・ロードという面倒な男を愛した仲間」として友情で結ばれる。最後には過去に言えなかったドクターへの感謝と別れの言葉を告げ、K-9とともに日常へと帰ってゆく。
後にUNITに所属する。活躍はスピンオフ「サラ・ジェーン・アドベンチャー」で描かれ、シーズン4でも再登場する。
K-9（ケイ・ナイン）

声 - ジョン・リーソン / 日本語版 - 多田野曜平
51世紀の犬型ロボット。4代目、8代目ドクターのコンパニオンでもあった。シリーズ2で25年ぶりの再登場を果たした。口癖は「もちろんです ("Affirmative!") 」。
経年劣化で壊れており、ドクターに修理され復活する。クリリテーンとの戦いでクリリテーンオイルを爆破し彼らとともに爆発に飲まれた。その後ドクターに再び修理され、マークIII型からマークIV型となり、サラ・ジェーン・スミスとともに日常へと帰ってゆく。シリーズ4でも再登場し、地球に残留した。
ローズ・タイラー
演 - ビリー・パイパー / 日本語版 - 坂本真綾
2005年-2006年、2008年
シーズン1,2,4
婦人服売り場に勤務する19歳の少女。家族や友人にドクターとの旅を知られている初めてのコンパニオン。
残業後にマネキンの襲撃を受け、9代目ドクターに助けられる。少々向こう見ずな面もあるが、冒険心に富みドクターの危機を救う。そのままドクターの相棒としてターディスに乗り込み、冒険に乗り出していく。
ミッキー・スミス
演 - ノエル・クラーク / 日本語版 - 佐藤せつじ
2005年-2006年、2008年
シーズン1,2,4
自動車の修理工場で働くローズの恋人。優しいが、少々肝っ玉が小さい面もある。ターディスに乗り込んでドクターやローズとともに旅をすることになるが、パラレルワールドに存在したもう一人の自分の代わりにサイバーマンの侵略を阻止するため、パラレルワールドに留まることを決意する。
キャプテン・ジャック・ハークネス

演 - ジョン・バロウマン/ 日本語版 - 竹若拓磨 / 加瀬康之
2005年、2007年-2008年、2020-2021年
シーズン1,3,4,12
51世紀のタイム・トラベラー。オムニセクシャルで、好みは老若男女、どこの星の出身であろうと誘い文句をかける。ドクターとローズを騙して金を得るため医療船をロンドンに墜落させ、それが原因で起きた事件を彼らに収拾してもらい改心し、ターディスに乗船する。ダーレクに抹殺されるが、タイム・ボルテックスを吸収したローズによって不死身となって生き返り、それ以降はトーチウッドに勤務することとなる。
マーサ・ジョーンズ
演 - フリーマ・アジマン
2007年-2008年
シーズン3,4。
医学生であり、研修医として勤務していた病院ごと月に転送された際にドクターと出会う。初対面のドクターにキスをされ恋に落ちるが、常にローズを想い続けるドクターにその想いは届かず、次第に不満を募らせていく。
ドナ・ノーブル
演 - キャサリン・テイト / 日本語版 - 雨蘭咲木子
2006年、2008年、2009年、2023年
シーズン2クリスマススペシャル、4、60周年記念スペシャル
タイピングが得意な派遣社員。ドクターとともにラクノスと戦うが旅の誘いを断り、そのこと後悔しつつ平凡な生活を送っていたところ、彼と再会を果たして旅に出る。
エイミー・ポンド
演 - カレン・ギラン / 日本語版 - 植竹香菜
2010年 - 2012年
シーズン 5,6,7
ターディスが墜落した民家でドクターが出会う7歳の少女。壁のひびを恐れて助けを願っていたところドクターと出会い、14年後に戻ってきた彼と旅をする。時空間の裂け目を巡る物語に大きく巻き込まれていく。
ローリー・ウィリアムズ
演 - アーサー・ダーヴィル / 日本語版 - 中島ヨシキ
2010年 - 2012年
シーズン 5,6,7
エイミーの幼馴染にして夫。エイミーとは深い愛で結ばれており、命を懸けて彼女のために行動する場面が多く見られる。
クララ・オズワルド
演 - ジェナ・ルイーズ・コールマン / 日本語版 - 原島梢
2012年 - 2015年
シーズン 7,8,9
2012年のクリスマススペシャルより登場するコンパニオン。異なる時代に複数のオズワルドが存在し、ドクターはその謎を追うことになる。どのクララも "Run you clever boy, and remember (me)." という言葉をドクターに言い残すという共通点を持つ。
ビル・ポッツ
演 - パール・マッキー / 日本語版 - 森千晃
2017年
シーズン10
シーズン10「約束」より登場するコンパニオン。12代目ドクターの講義に参加し、彼の好意でコンパニオンとなる。レズビアンであり、恋人が登場するシーンが見られる。
ナードル
演 - マット・ルーカス / 日本語版 - 堀総士郎
2015年-2017年
シーズン9,10
2015年のクリスマススペシャル「リヴァー・ソングの夫」より登場するコンパニオン。元々はドクターの妻であるリヴァー・ソングと行動を共にしていたが、ドクターがリヴァーとダリリアム星で別れた後は12代目ドクターのコンパニオンになった。
グレアム・オブライエン
演 - ブラッドリー・ウォルシュ/ 日本語版 -宮崎敦吉
2018年-2021年
シーズン11,12
ライアンの祖母の再婚相手。シーズン11第1話でエイリアンと戦い、妻を亡くす。
ライアン・シンクレア
演 - トシン・コール / 日本語版 - 佐々木拓真
2018年-2021年
シーズン11,12
運動障害を持つ19歳の青年。疎遠な父がいる。
ヤズミン・カーン
演 - マンディップ・ギル / 日本語版 - 濱口綾乃
2018年-
シーズン11,12,13
ライアンとは小学校の同級生。地元の警察官。団地で父、母、無職の姉との4人暮らし。
ダン・ルイス
演 - ジョン・ビショップ
リバプールで勝手に美術館の案内人を務めたり、フードバンクのボランティアを務めている。ルパリ族のカルバニスタに拉致されたことからドクターと関わることになる。

### 重要キャラクター
ジャッキー・タイラー
演 - カミーユ・コデュリ / 日本語版 - 磯辺万沙子
ローズの母親。正式名称はジャクリーン・アンドレア・スゼット・タイラー。ピートの世界においては1968年2月1日生まれの40歳だが、39歳としている。
夫であるピートを失い、ローズを一人で育てていた。再婚することはなかったが様々な男性と関係を持ち、ローズの悩みの種になっていた。
多弁で騒がしく化粧も濃い今どきの母親であるが、ローズが無断で1年間タイムトラベルを行って行方不明になった際は非常に心を痛め、娘を連れ出したドクターをはたく場面もある。その後、ドクターを信頼し娘の出奔を容認する。
シーズン2「永遠の別れ」でピートたちとともにパラレルワールドに移住。ローズの兄弟に当たる子供を授かる。シーズン4で再登場し、ダーレクに襲われるサラ・ジェーン・スミスを助けドクターに合流する。
ピート・タイラー
演 - ショーン・ディングウォール / 日本語版 - 仲野裕
ローズの父親。1987年11月7日、ローズが生まれて6か月のときに亡くなっている。
本人によればあまり良い父親ではなかったらしいが、ローズがタイムパラドックスを引き起こした際には自らを犠牲にして問題を解決する潔さを見せた。
パラレルワールドのピートは実業家として成功していたが、ジョン・ルーミックの陰謀に巻き込まれ妻ジャッキーを失う。ルーミックの野望に気付いており、ジェミニという偽名で、レジスタンス側にサイバス工業の情報を流していた。
サイバーマンの件以降はトーチウッドで行動しており、サイバーマンとダーレクの侵攻の際に元の世界からやってきたジャッキーと「再会」した後、ローズとミッキーを含めた4人で生活を始め、ローズの弟に当たる子供もできた。別世界からやってきた「娘」に対しては当初は否定的な態度を取っていたが、結局は父親として彼女がドクターと最後に交信できる手伝いをする。
シーズン4「旅の終わり」では、パラレルワールドに残って息子の子守りをしていたため、戦いには参加しなかった。
ルーシー・サクソン
演 - アレクサンドラ・モーエン
6代目マスターの妻でありコンパニオン。アークエンジェル・ネットワークで改竄されたハロルド・サクソンの正体を唯一知り、100兆年後で生きる人類を守るためマスターによる現代人の虐殺に協力する。
貴族であるコール家の一番年下の娘で、ボーディングスクールで学び、成績も普通で無害なタイプの女性であった。しかし政治家である父親に親切にしたハロルドに好意を抱き、彼の正体を知ってもなお運命を共にすることを選ぶ。他の人類同様アークエンジェル・ネットワークに接続されているが、躊躇なく殺人を犯し次第に狂気に走るマスターを本心では拒絶しており、そのことは常に右目のみが潤んで充血していることで表現されている。
マスターの改造したターディスによるパラドックスの解消後に時間が巻き戻り、アークエンジェル・ネットワークが消失したため彼への好意が薄れる。その結果彼を射殺し、刑務所に収監される。
2009年クリスマススペシャル「時の終わり パート1」で再登場。マスターの信奉者たちによって刑務所から連れ出され、彼の遺伝子情報を得るため唇の組織を使用される。それによりマスターが復活することになるが、すでに彼への好印象は皆無となっていたため復活の妨害を行う。
ウィルフレッド・モット
演- バナード・クリビンズ
シリーズ3「呪われた旅路」で初登場。ドクターに新聞を売り、またドクターが関わった事件の数少ない目撃者であることを明かす。シーズン4ではドナの祖父として再登場し、ドクターと再会する。
ドナがドクターと旅を始めた夜、趣味の天体観測中にドクターのターディスが飛び立つのを見送り、ドクターと親交が生まれる。シルヴィア（ドナの母親にしてウィルフレッドの娘）からは邪魔者扱いされているが、さまざまな出来事を経験するうちに信頼を取り戻してゆく。
元軍人であり、第二次世界大戦中ナチスの強制収容所に関わる任務に付いていたことが精神的な重石になっている。従軍時代の知り合いからは「キャプテン」といまだに呼ばれており、ドクターに対しても敬礼で挨拶する。
2009年クリスマススペシャル「時の終わり パート1,2」でコンパニオンとしてドクターとともにマスターの脅威に立ち向かう。その際普通の人間ならば探し出すことも難しいドクターの居場所を突き止め、さらに同じ人間と何度も出会うことのないドクターと何度も出会っていることから、何かしらの運命に導かれているのではないかという疑問をドクターが抱く。
演じるバーナード・クリピンズは1966年のピーター・カッシング主演の映画『地球侵略戦争2150』で主役を演じたコメディ俳優。
ハリエット・ジョーンズ
演 - ペネロープ・ウィルトン / 日本語版 - 一柳みる
女性国会議員であり、後に首相に就任。初対面の人物に自身の議員身分書を見せながら「ハリエット・ジョーンズ、上院議員です（当選後は「首相です」）」と自己紹介する癖があり、それに対して相手が「知っています」と返すのがお約束となっている。弱者のために奔走する性格であり、場合によっては自己犠牲も厭わない。
上院議員時代にスリジーンの陰謀に巻き込まれ、9代目ドクターやローズと知り合う。2005年のクリスマススペシャルでは首相の地位に就いており、地球に侵攻してきたシコラックスの宇宙船に拉致される。その際、再生直後の10代目ドクターたちと再会し救出される。
しかし、その直後に地球から撤退中の宇宙船に破壊命令を下したことでドクターと決裂。その後は失脚した模様である。そのときの自身の選択について、国民を守らなくてはならない自身の立場と、ドクターの立場との間で葛藤があったことをほのめかす。
シーズン4「盗まれた地球」で再登場し、マーサやジャックたちにサブウェーブ・ネットワークの存在を明かす。ダーレクに侵略された地球を奪還するためにはドクターの存在が不可欠であると確信しており、トーチウッドやサラジェーンたちの協力のもと、ダーレク側に自身の居場所が悟られる危険を承知の上でドクターへの交信を試みる。その後、居場所を探知したダーレクたちによって抹殺された。
フェイス・オブ・ボー
声 - ストルアン・ロジャー / 日本語版 - 小川真司
シルバー・デバステーション出身で、蒸気で動く流体の生命維持タンクに入った顔だけの宇宙人。ドクターと3回対面しており、3度目にはドクターに「一人ではない（You Are Not Alone）」と告げて息を引き取る。同じ言葉をジャックも発しており、同一人物であることが暗示されている。
ジェニー
演 - ジョージア・モフェット
ドクターのDNAから作られたクローンで、ドクターは彼女を娘と認める。銃で撃たれて死亡するが、ドクターが旅立った後に再び目を開け、宇宙船を奪い宇宙へと飛び立つ。
なお、演じた女優ジョージア・モフェットは旧シリーズで5代目ドクターを演じたピーター・デイヴィソンの実の娘であり、共演した10代目ドクターであるデイヴィッド・テナントの妻。
リヴァー・ソング
演 - アレックス・キングストン / 日本語版 - 原島梢
かつて10代目ドクターが図書館で出会った女性で、正体はエイミーとローリーの娘。シリーズ6の中核に位置するキーパーソン。
マダム・ヴァストラ
演 - ネーヴ・ マッキントッシュ / 日本語版 - 森千晃
ビクトリア時代に暮らすサイルリアン。スコットランドヤードが頭を悩ます難事件を解決する名探偵でもあり、ドクターとたびたび協力する仲間。
ロンドンの地下鉄工事によって都市を人間に破壊され目覚め、作業員を虐殺していたところでドクターたちに出会う。やがて人類を許し、武闘派メイドのジェニー・フリント（演 - キャトリン・スチュワート）と同性婚をする。ジェニーを妻に持ち、探偵業を営む。切り裂きジャックを始末し、その肉を食料にする。
デーモンズ・ランでエイミーを救うため共闘。戦いで死亡したソンターランの看護師・ストラックス（演 - ダン・スターキー/日本語版 - 祐仙勇）を復活させて仲間にする。
シリーズ7では香によって仲間を集めドリーム会議を開き、リヴァーとクララを引き合わせる。

### マスター
宇宙征服を企むタイムロードで、ドクターの宿敵にして影のような存在。ドクターと同様に本名は不明だが、ドクターが「宇宙を救うために働く者」として「ドクター」と名乗るのに対して、「宇宙を征服する者」として「マスター」と名乗る。惑星ガリフレイのアカデミー時代にドクターとは同級生だった。初代マスターはシーズン8で初登場を果たし、その後も再生して姿を変えながらドクターと対決する。

## 世界設定

### アイテム

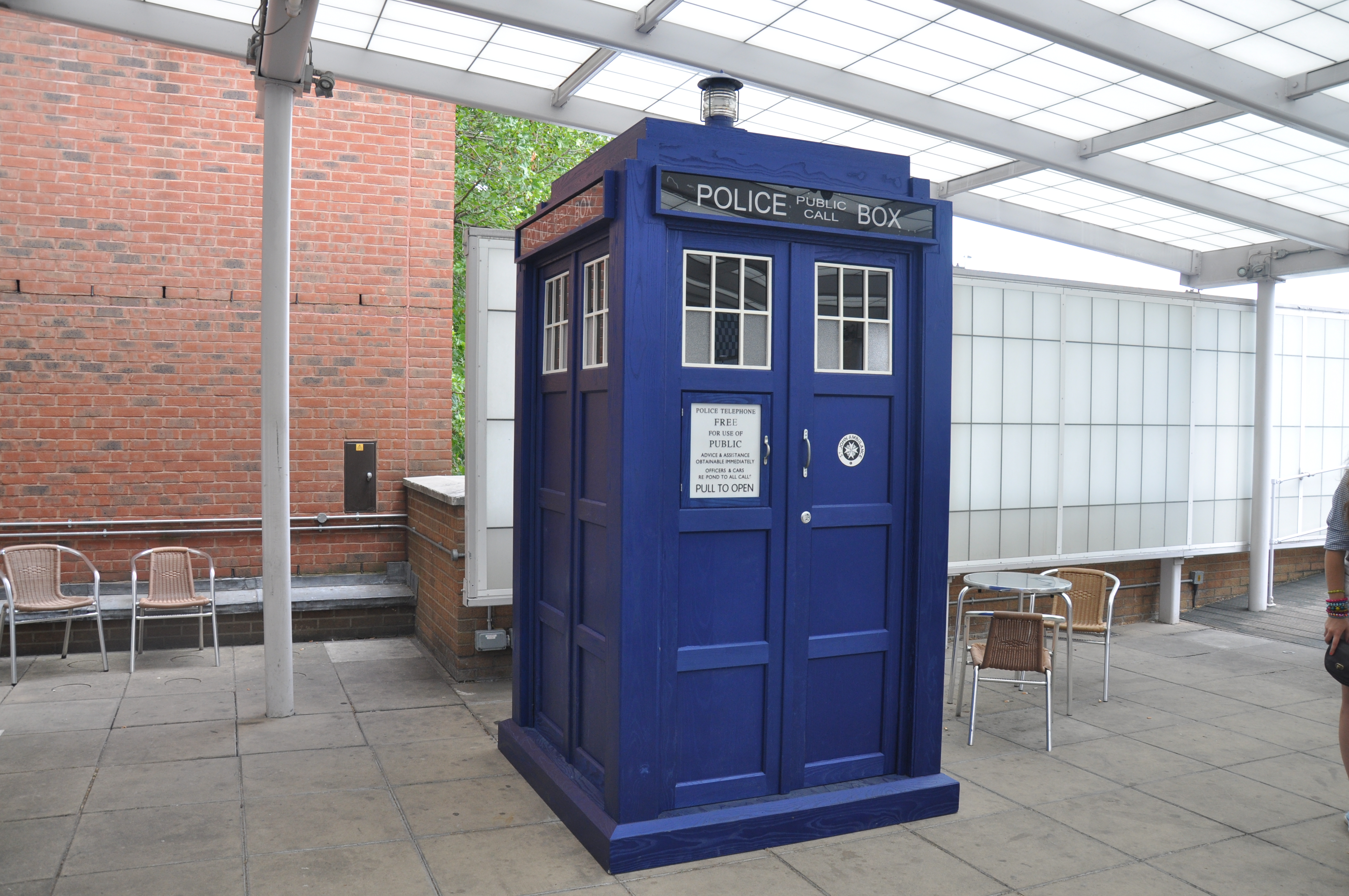
ターディス
時空を越えた移動を可能とする装置、タイムマシンである。60年代のポリスボックスの形状をしている。
ソニック・スクリュードライバー
手のひらサイズのスティック型の機械。日本語版ではソニックドライバーと呼ばれることが多い。その名のとおり本来はねじ回しとして使われる。使用する際に光と音を放つ。
サイキックペーパー
白紙だが、相手に見せたいものを表示できる紙。主に身分を詐称する際に用い、機械に対してもID代わりに使用可能。またテレパシーによって紙上に文字を浮かび上がらせることも可能で、コンタクトを求めてきた人からのメッセージが届くこともある。
ただしサイキック訓練をつんだ者や特殊な人間には通用せず、トーチウッド職員やシェイクスピアに通用しない描写があった。シリーズ1ではジャックが使用し、シリーズ6ではマダム・コヴァリアンの部下たちがサイキックペーパーを使ったサイキック訓練をしている様子が描写されている。
レーザー・スクリュードライバー
マスターが所持する武器であり、ソニック・スクリュードライバーより大型のスティック型の器械。物体を攻撃したり、古くさせる効果を持つ。生物に対しても老化させる効果があり、これによってドクターは老化させられた。
マスター以外の生物は操作できないように設定されており、ドクターはマスターから奪い取ったものの使用できなかった。

### 組織

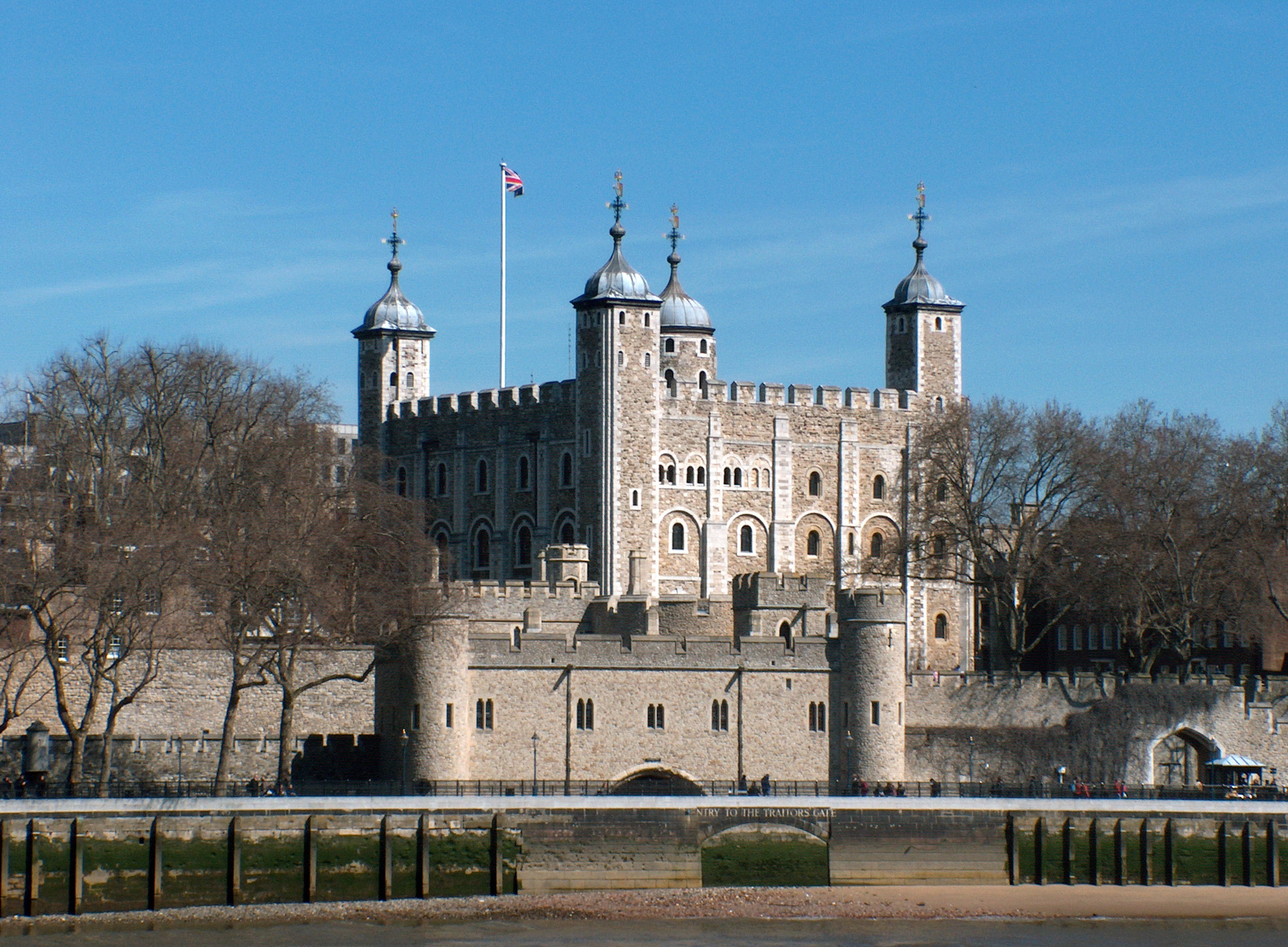
UNITの本拠地（ロンドン塔）

トーチウッド
政府・警察・国連にも属さない、存在が秘匿されているエイリアン対策専門の組織。エイリアンの技術を発見、研究して英国に利益と栄光をもたらすことが目的。
UNIT
国連の庇護のもと活動する諜報・軍事機関。組織名は「統合諜報本部」 (UNified Intelligence Taskforce)の略。
2代目ドクターと7代目ドクターが1960年代に関わった事件から組織される。その後エイリアンについての情報を求めて3代目ドクターに協力を要請。ドクターもこれに応じ、3年間正式なメンバーとしてコンパニオンのリズとともに活動する。対ドクターのために組織されたトーチウッドとは違い、ドクターとの仲は良好である。
世界各国に支部があり、必要があれば各国の陸軍・海軍・空軍に協力を要請できる。使用する兵器は通常の物にエイリアンの技術を組み合わせたものである。またエイリアンの言語を翻訳する機械や月面基地なども所有。
旧シリーズで多くの設定のずれが生じており、正確に何年結成かは不明とされる。

## スピンオフ作品
『ドクター・フー』はさまざまなスピンオフ作品が作られている。以下はその主なものである。

### オーディオブック(CD)
BBCラジオによって制作された、ラジオドラマ版。声も歴代のドクターを演じた役者本人が演じている。初期ドクターが演じる古いエピソードの中には、テレビ版が破棄されたために映像が現存しないものもあり、一次資料としても貴重なものである。

### 映画
BBC版がヒットしてまもなく、劇場用に作られた以下2本の映画が存在する。
- 『Dr.フー in 怪人ダレクの惑星』（1965年）
- 『地球侵略戦争2150』（1966年）

前者はテレビシリーズシーズン1の "the Daleks" 、後者はシーズン2の "Daleks-Invasion Earth" のリメイクであり、どちらも人気の敵役ダーレクをメインに据えた内容となっている。日本では両作品ともVHS化されている。
主演のドクター役は、ハマー・フィルムの古典派ホラー映画や、「スター・ウォーズ・シリーズ」のモフ・ターキン総督役でも知られるピーター・カッシング。このシリーズのドクターはテレビシリーズ初期の設定に準じ、孫と一緒に時間旅行をしているという設定である。

### テレビ
Doctor Who and the Curse of Fatal Death（1999年、23分）
コミック・リリーフのチャリティー活動のために制作された単発ドラマで、正規のシリーズというよりはそのパロディ番組である。当時ドクターは8代目まで登場していたが、このドラマでは9代目ドクターをローワン・アトキンソンが演じた。その他10代目をリチャード・E・グラント、11代目ドクターをジム・ブロードベント、12代目をヒュー・グラント、13代目ドクターをジョアンナ・ラムリー（女優）が演じた。
『秘密情報部トーチウッド』（2006年 - 、各50分）
新シリーズに登場していたキャプテン・ジャックを主人公としたドラマシリーズ。キャプテンをリーダーとするトーチウッド・カーディフ支部の活躍を描く。ドクター・フーとは設定が異なる点がある。BBCで2006年10月22日より第1シリーズ（全13話）が、2008年1月16日から第2シリーズ（全13話）が、2009年7月6日から10日にかけて第3シリーズ（全5話）が、2011年7月14日から第4シリーズが放送されている。『ドクター・フー』より大人向けの内容となっており、BBCでの放送時間も午後9時からである。なお、Torchwood は Doctor Who のアナグラム。日本ではスーパー!ドラマTVで2010年1月6日から4月5日まで、字幕／吹替え版両方で第1シリーズが放送され、その後第2シリーズ、第3シリーズも放送された。シーズン4は、BBCと米国Starz Entertainmentとの共同制作となり、カーディフとアメリカ両方が舞台となった。
The Sarah Jane Adventures（サラ・ジェーン・アドベンチャー 2007年 - 2011年、各30分）
新シリーズでドクターと再会したサラ・ジェーン・スミスを主人公とする子供向けドラマシリーズ。サラ・ジェーンと一緒に冒険をするのは近所に住む子供たちで、ドクター・フーからのゲストキャラクターもときおり登場する。1つのエピソードが2話で完結するのが特徴。BBCで2007年1月1日にスペシャル版（60分）が放送された。2007年9月24日から第1シリーズ（全10話）が、2008年9月29日から第2シリーズ（全12話）が、2009年10月15日から第3シリーズ（全12話、ここから二日連続で1エピソードを放送するようになる）が、2010年10月11日から第4シリーズ（全12話）が放送された。2011年4月19日にサラ・ジェーン役のエリザベス・スレイデンが癌のため死去し、これを受けてBBCはすでに撮影が終わっていた第5シリーズの3エピソード（6話）を放送しドラマの終了を発表した。2011年10月より放送予定。CBBC（Children's BBC：6歳以上の子供向け地上波デジタル局）でも放送される。
『K・9 レジェンド』（2010年、各30分）
Network Tenで放送されたオーストラリア製作のドラマ。舞台は2050年の英国。Androidメールアプリ"K-9 Mail"のアイコンで有名なDr Whoの犬型ロボットK-9と少年たちの冒険を描く。初代ドクター時代に登場したゼフォンや3代目ドクター時代に登場したアクソスが登場する。
『CLASS/クラス』（2016年）
コールヒル高校の生徒たちを主人公にしたドラマ。コールヒル高校は『ドクター・フー』に登場する架空のイギリスの高校。ドクターの孫娘スーザンが通い、初代コンパニオンだった科学教師のイアン・チェスタトンや歴史教師のバーバラ・ライトが勤めていた学校で、クララやダニー・ピンクの勤務先でもある。ヤングアダルト小説の作者として高く評価されているパトリック・ネスが脚本を執筆。
本編と違って幅広い年代層ではなく、ティーンエイジャー向けの作品となっている。
全8話で打ち切り。日本では2018年よりHuluで配信開始。

### 小説
『ドクター・フー』の小説化作品のうちいくつかは、日本でもハヤカワ文庫から1980年に刊行された。
- 『時空大血闘!』 デイヴィッド・ホイティカー著、関口幸男訳、ハヤカワ文庫、1980年3月
- 『オートン軍団の襲来!』 テランス・ディックス著、関口幸男訳、ハヤカワ文庫、1980年4月
- 『戦慄! 地底モンスター』 マルカム・ハルク著、関口幸男訳、ハヤカワ文庫、1980年5月
- 『恐るべき最終兵器!』 マルカム・ハルク著、関口幸男訳、ハヤカワ文庫、1980年7月
- 『ダレク族の逆襲!』 テランス・ディックス著、関口幸男訳、ハヤカワ文庫、1980年7月

### コミックス
1960年代より複数の出版社より制作され続けてきたが、現在の出版社はTitan Comics（アメコミ形式のコミックス）、Panini Comics（雑誌「Doctor Who Magazine」「Doctor Who Adventures」において連載）の2社。

## コミコン
過去にデイヴィッド・テナント、ビリー・パイパーらがコミコンに登場している。

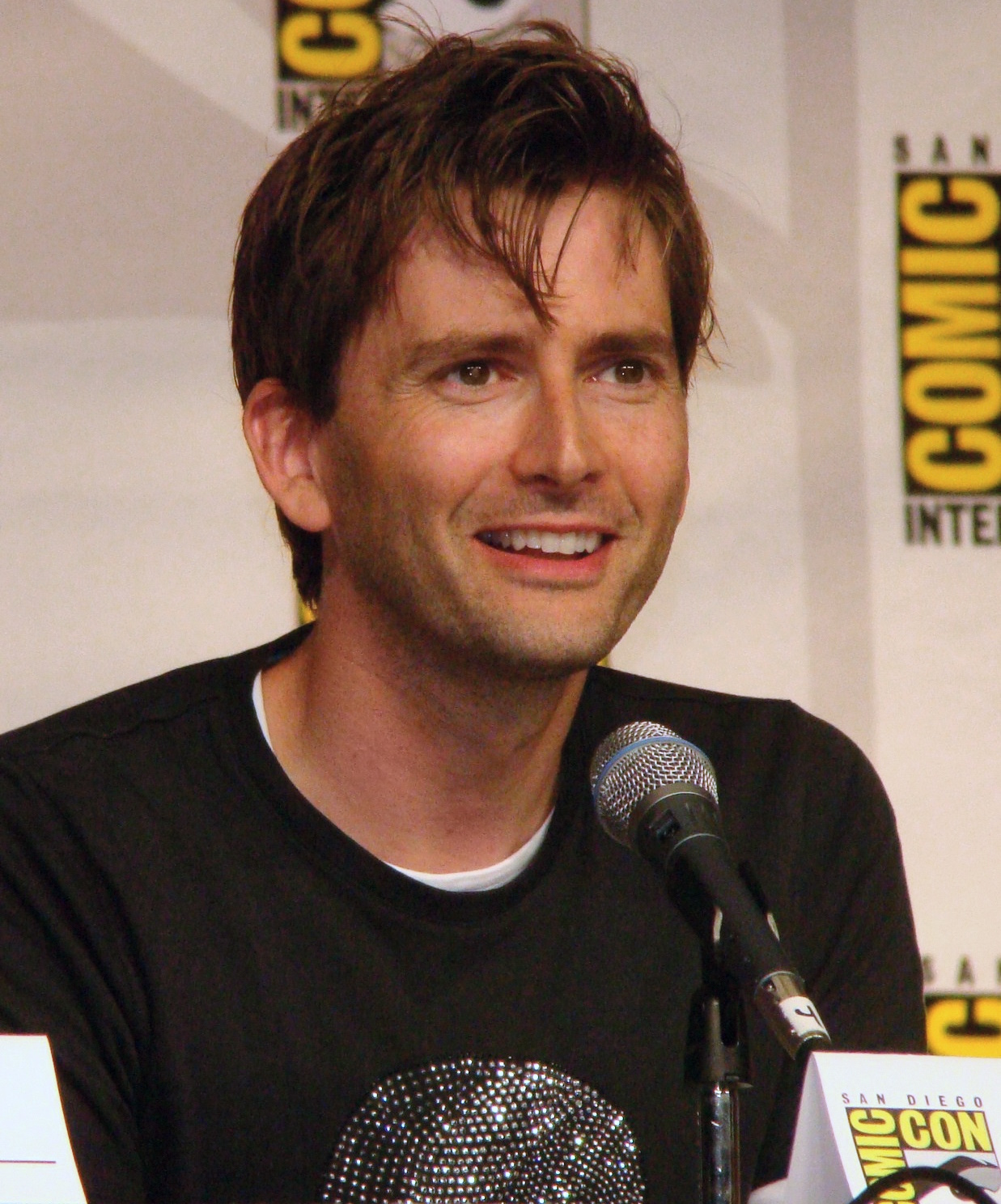
2009年のコミコンにて
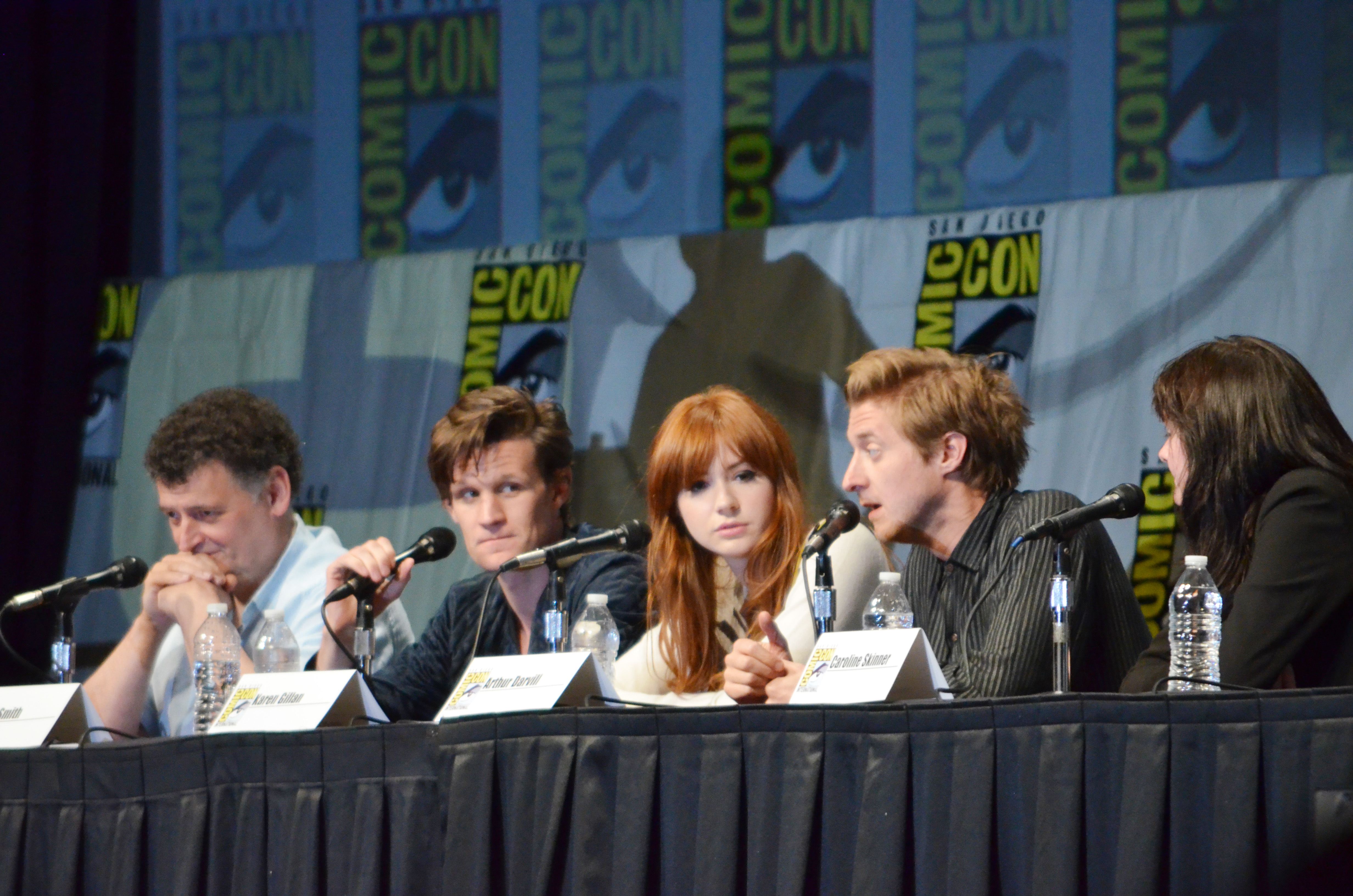
2012年のコミコンにて
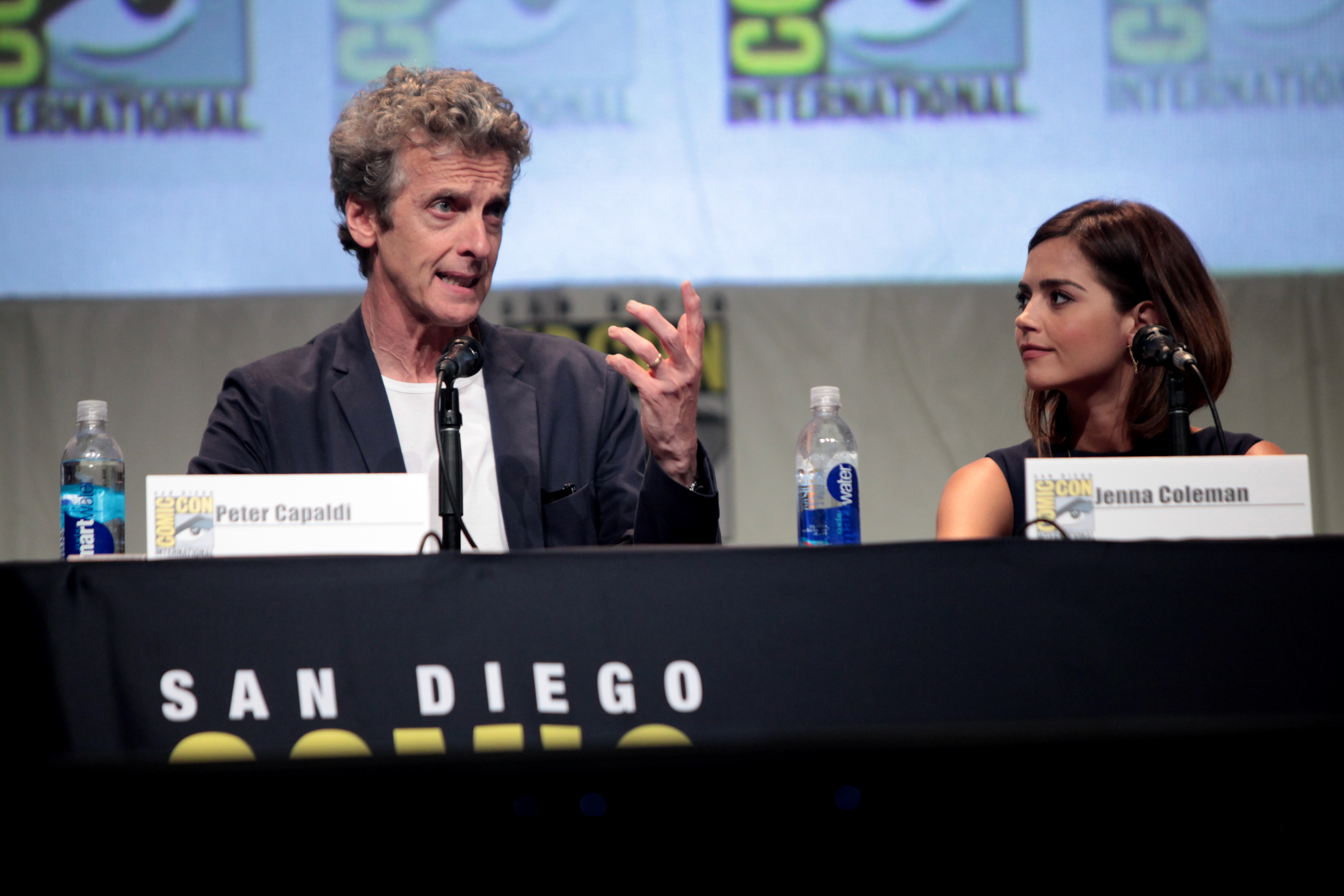
2015年のコミコンにて

## 日本での展開

### 1980年代
1980年に上記の小説版5作品が関口幸男の翻訳で出版されている。
映像媒体においては、株式会社ポニーキャニオンから1986年にクラシックシリーズのシーズン12「サイバーマンの逆襲」とシーズン13「火星のピラミッド」が、1987年5月21日にシーズン14「死のロボット」がVHSでリリースされた。いずれもトム・ベイカーが4代目ドクターを演じていた時代の作品である。
VHSの発売から2年後にあたる1989年6月から1990年3月にかけて、NHK-BS2の『キッズアワー』枠にて「火星のピラミッド」を含むシーズン13の吹替版が放送された。ただし「宇宙の箱舟」と「ダレク族の誕生」の間のThe Sontaran Experimentだけは放送されず、全38エピソードの放送となった。日本語吹替音声は4代目ドクターが玄田哲章、レスブリッジ・スチュワート准将が寺島幹夫、サラ・ジェーン・スミスが平野文であった。

### 1990年代
1993年6月からNHK-BS2で同様の吹替版が『キッズアワー』から独立して再放送された。The Sontaran Experimentは放送されなかった。

### 2000年代
第1シリーズと第2シリーズおよび2005年クリスマススペシャル「クリスマスの侵略者」をまとめて全27話とし、新シリーズがNHKで放送された。NHK-BS2では2006年9月25日から2007年3月20日まで放送された。放送終了翌日の2007年3月21日にはバップから第1シリーズ、同年5月23日には第2シリーズのDVDボックスが発売された。特典映像として絵コンテやインタビューおよび舞台裏番組『Doctor Who Confidential』が収録されたほか、日本語ブックレットも同梱された。
また、2006年9月と12月にはキネマ旬報社から日本語版ムックが2巻出版されている。
- 『ドクター・フー オフィシャル・ガイド1 モンスター』（2006年9月1日、ISBN 978-4873766416）
- 『ドクター・フー オフィシャル・ガイド2 エイリアン』（2006年12月1日、ISBN 978-4873766461）

NHK教育では2007年8月21日から2008年3月4日まで放送された。また、地上波での放送に先駆け、ルー大柴がドクター・ルー役で出演してゲストの楳図かずおや浜田翔子に番組の内容を紹介する「ドクター・フーでトゥギャザーしようぜ!」も放送された。「ドクター・フーでトゥギャザーしようぜ!」は株式会社スーパー・ブレーンNEXが制作した。
日本語版スタッフは以下の通り。
- 演出 - 壺井正
- 翻訳 - 平田勝茂
- 音声 - 藤樫衛
- 製作 - グロービジョン

| NHK教育 火曜19時枠                     | NHK教育 火曜19時枠 | NHK教育 火曜19時枠                         |
| 前番組                                 | 番組名             | 次番組                                     |
| -------------------------------------- | ------------------ | ------------------------------------------ |
| フルハウス（再放送）マーニーと魔法の書 | ドクター・フー     | フルハウス（再放送）リトルチャロ（再放送） |

2009年8月2日からはディズニーXDで毎週日曜日に新シリーズが放送され、金曜日・土曜日に再放送されていた。

### 2010年代
様々な媒体が登場した。
2011年
- LaLa TV - 3月にNHK放送分を一挙放送後[22]、12月から同年12月14日には2006年クリスマススペシャル「消えた花嫁」と第3シリーズを放送[23]。

2012年
- Hulu - BBCとのコンテンツ・パートナーシップを開始し、第3シリーズまでを配信[24]。

2013年
- ひかりTV - 1月から第4シリーズの日本初配信、同時に第1-3シリーズも配信[25]。11月からシリーズ4.5の日本初配信[26]。
- Hulu - 11月23日時点で既に第4シリーズまで配信しており、それに加えて第5-7シリーズを配信開始。11月23日に第5シリーズが全て配信され、12月6日から第6シリーズ「ドクターからの招待状」を封切に第7シリーズ「ドクターの名前」まで毎週1話ずつ配信[27]。

2014年
- Hulu - ファンからの要望を受け8月からスペシャルエピソードの配信を開始[28]。
- KADOKAWA - ドクター・フー ニュー・ジェネレーションという邦題で第5シリーズのDVDをリリース。10月に第5シリーズ、12月に第6シリーズのボックスを発売[29]。

2015年
- KADOKAWA - 2月に第7シリーズのDVDボックスを発売。3月に「ドクターの日」「ドクターの時」をスペシャル版として発売[29]。
- Hulu - 7月に「ドクターの日」「ドクターの時」およびスペシャルコンテンツ「ドクター・フーの世界」配信開始[30][31][32]。
- AXNミステリー - 6月から第5シリーズ放送開始[33]、同年12月にも一挙放送[34]。

2016年
- Hulu - 3月から第8シリーズを配信開始[35]。
- Netflix - Huluに2週間程度遅れて3月に第5シリーズから第8シリーズまでを配信開始[36]。日本語検索では検索結果に表示されない不具合が生じた[37]。
- AXNミステリー - 4月からニュー・ジェネレーションのシーズン2として第6シリーズを放送[38][39]。

2018年
- Netflix - 2月までは第9シリーズまで配信されていたことが確認されている[40]。
- Hulu - 3月に「リヴァーソングの夫」「帰ってきたドクター・ミステリオ」および第10シリーズ、4月に「戦場と二人のドクター」を字幕・吹替それぞれで配信。また同時期にスピンオフ『クラス -ねらわれたコールヒル高校-』を配信[41]。このとき、第10シリーズ配信記念としてミトンやコースターといったグッズが30名に当たる抽選会が開催された[42]。
- KADOKAWA - ドクター・フー ネクスト・ジェネレーションという邦題で第8シリーズ以降のDVDをリリース。6月に第8シリーズ、8月に第9シリーズ、10月に第10シリーズのDVD-BOXがそれぞれ発売[43]。2017年に第10シリーズがイギリスで放送されたばかりであったため、過去10年と比較すると配信・発売に至るペースは加速を示している。

2019年
- Hulu - 2月から週に1話ずつ第11シリーズの配信が開始[44]。
- KADOKAWA - ドクター・フー リボーンという邦題の下、6月に字幕・吹替つきで第11シリーズのDVD-BOXを発売[45]。

### 2020年代
主にHuluやU-NEXTなどといった定額制動画配信サービスにおいて、配信されている。2023年11月のオリジナルスペシャルからDisney+にて独占配信するため、日本国内でも同サービスにて配信する予定。
2020年
- Hulu - 同年にイギリスで放送された第12シリーズの配信が開始。毎週水曜日に1話ずつ配信された[47]。

2021年
- WOWOW - 1月から新サービスWOWOWオンデマンドで第1シリーズから第10シリーズまでを配信開始[48]。
- Amazon Prime Video - 現在Amazonプライムビデオにて第1シリーズから第10シリーズまで配信されている。第1シリーズから第4シリーズまでは字幕のみの配信だが、第5シリーズ以降は吹き替え版も配信されている。

2022年
- Hulu - 第13シリーズの配信が開始[46]。

2023年
- Disney+ - 11月26日より60周年スペシャルの3エピソードの配信を順次開始する予定[3]。
- KADOKAWA - 『ドクター・フー』および『トーチウッド:ミラクル・デイ』『CLASS/クラス』のDVD販売を終了[49][50]。

2024年
- Disney+ - 5月11日から新シリーズの配信が開始される予定[3][51]。

## 引用やパロディ
- 4代目ドクターはテレビアニメ『ザ・シンプソンズ』にカメオ出演している。
- イギリスのテクノユニットKLFは、かつて「The Timelords」という名義で2枚のシングル「Doctorin'the Tardis」と「Gary in the Tardis」を発表している。特に前者は『ドクター・フー』の音源を無許可でサンプリングし、法的措置を取られている。
- NHK教育テレビのテレビアニメ『アリス探偵局』には、Dr.ホーという人物が登場する。
- 『ケロロ軍曹』の登場人物「ウレレ」の声は10代目ドクターと同じ声優であり、第169話での登場方法が『ドクター・フー』のパロディである。
- ターディス (小惑星)は、『ドクター・フー』から命名された。
- チャリティー団体コミック・リリーフがBBCで放送したテレソン「レッド・ノーズ・デー2007」でのコント番組にデイビッド・テナントが教師役で出演した際、落ちが『ドクター・フー』にまつわるものであった。なお共演したのはドナ役のキャサリン・テイトである。
- Macintoshの時計を同期させるためのソフトに、timelord、tardisという名称のものがあった。「Columbia AppleTalk Package」を参照。これらのアイコンのデザインはドクターとターディスである。
- イギリスのHC Mingham-Smith社のWindows用ソフトに、時刻同期のためのTardisとK9、ログをsyslogサーバに送るためのDalekというものがある[52]。
- 2007年3月30日には、BBCのクイズ番組『ザ・ウィーケスト・リンク』（以前に日本で『ウィーケストリンク☆一人勝ちの法則』として制作・放映）で、「ドクター・フー スペシャル」が放送された。デイビッド・テナントなど主要キャストのほか、K9までもが解答者として参戦した。冒頭ではドラマ内にウィーケストリンクの司会として登場したロボット「アン・ドロイド」が登場し、喋っている途中に本物のアンがコードを抜き改めて説明を行うという演出が行われた。
- Android用のメールソフトであるK-9 MailのアイコンはK9の顔である。
- CBS放送のテレビドラマシリーズ『ビッグバン★セオリー/ギークなボクらの恋愛法則』の登場人物シェルドン・クーパーは、シーズン1第7話「4-1=0の法則 The Dumpling Paradox」で『ドクター・フー』を毎週欠かさずに見ていることを明かす。
- 2014年7月に行われたモンティ・パイソンの『モンティ・パイソン 復活ライブ!』では、オープニングのアニメーションにターディス（TARDIS）ならぬ「RETARDIS」と書かれたポリスボックスが登場し、舞台上のモンティ・パイソンメンバーがそのポリスボックスから登場するという演出になっていた。

## 著名なファン（フィクション上を含む）
- スティーヴン・ホーキング - ドキュメンタリー映画『博士と彼女のセオリー』では、『ドクター・フー』に関する台詞が2回登場する。
- デイヴィッド・テナント - 役者を志したのは、『ドクター・フー』の影響である。
- マーク・ゲイティス - 脚本・小説を書きだしたきっかけが『ドクター・フー』であった。
- ピーター・カパルディ - 若いときにファンレターを書いており、「The Official Doctor Who Fan Club: Volume 1」にそれが掲載されている。

### 日本で活動しているファン
- ハリー杉山 - WOWOWのインタビューにて、10代目ドクターのファンであると答えている[53]。
- ティム・ウェラード - Twitterでも、『ドクター・フー』が好きだということが分かる。
- 市川紗椰 - 『週刊プレイボーイ』にて[54]、『ドクター・フー』のファンだという事を明かしている。
- 宇垣美里 - 『週刊プレイボーイ』にて[55]、『ドクター・フー』（2005年以降の新シリーズ）に「だだハマりしている」ことを明かしている。NHK放送時も家族で鑑賞していたとのこと。
- 大迫純一 - 神野オキナのTwitterにて、生前は９代目ドクターのファンであったことが判る。
- QUESTION No.6 - TBSラジオ『アフター6ジャンクション』にて『ドクター・フー』特集を担当[56]。

### フィクション上のファン
- シェルドン・クーパー（『ビッグバン★セオリー/ギークなボクらの恋愛法則』） - 複数のエピソードで『ドクター・フー』のファンであることを明言する。
- アラム・モジタバイ（『ブラックリスト』） - トム・ベイカーの『ドクター・フー』のシリーズが最高だというシーンがある。アラムはシーズン4の『ドクター・フー』をダウンロードしたと言うが、トム・ベイカーがドクターを演じたのはシーズン11からである。
- リチャード・エドガー・キャッスル（『キャッスル 〜ミステリー作家は事件がお好き』） - 『ドクター・フー』を聞いた際に激しく反応する。
- フェリシティ・スモーク（『ARROW/アロー』） - レイ・パーマーを好きになる理由の一つが、『ドクター・フー』の知識が豊富だからである。
- レイ・パーマー（『ARROW/アロー』、『レジェンド・オブ・トゥモロー』）
- ティモシー・マクギー（『NCIS 〜ネイビー犯罪捜査班』）
- ジェリー・オルテガ（『Hawaii Five-0』） - ともに『ドクター・フー』を観る共通の友人が存在する。